# NGC 962
NGC 962 est une galaxie elliptique située dans la constellation du Bélier. NGC 962 a été découverte par l'astronome français Édouard Stephan en 1871.

## Caractéristiques
Sa vitesse par rapport au fond diffus cosmologique est de 4 379 ± 31 km/s, ce qui correspond à une distance de Hubble de 64,6 ± 4,5 Mpc (∼211 millions d'al).